# Time Sharing Option
Pour les articles homonymes, voir TSO.
Time Sharing Option (TSO) est un interpréteur de lignes de commande interagissant avec MVS, utilisé pour les systèmes d’exploitations OS/390 et aujourd’hui z/OS sur les grands systèmes IBM. TSO est employé par l’ensemble des utilisateurs de la machine, des administrateurs systèmes aux développeurs.

## Historique
Nommé ainsi depuis son apparition dans les années 60, il était alors considéré comme un sous-système optionnel de MVS, mais en est devenu depuis OS/360 une composante nécessaire. Il a progressivement évolué vers la version actuelle TSO/E, Time Sharing Option Extensions.

## Description
Deux langages de commandes sont disponibles sous TSO/E :
- CLIST, pour Command LIST,
- Rexx, pour Restructured Extended Executor.

En pratique, TSO est toujours complété par ISPF (Interactive System Productivity Facility), qui permet de travailler en plein écran plutôt que par ligne de commande. ISPF fournit un éditeur pleine page et une interface de programmation (dialog manager) qui permet de construire des applications.